# Adolf Bastian
Adolf Bastian (Brema, 26 giugno 1826 – Port of Spain, 3 febbraio 1905) è stato un etnologo tedesco.

## Biografia
Nacque a Brema, in un'agiata famiglia di mercanti. Studiò legge alla Università di Heidelberg, e biologia a Berlino
Come medico di bordo di una nave, tra il 1851 e il 1859 compì un lungo viaggio di studio ed ebbe modo di visitare la Nuova Zelanda, l'India, il Perù, il Messico, la California, l'Indonesia e la Cina: ebbe così modo di osservare la presenza di tratti psichici e culturali tra i diversi popoli.
La summa di questi studi esposta nel saggio Der Mensch in der Geschichte (1860), vasta sintesi comprensiva di psicologia naturalistica e induttiva.
Nel 1861 riprese a viaggiare, recandosi nel Sud-est asiatico, dove soggiornò per circa quattro anni. Pubblicò il frutto delle sue osservazioni nel libro "The people of east Asia".
Tornato in patria, si occupò di varie istituzioni etnologiche, e soprattutto di rifornire vari musei con la sua enorme collezione di manufatti e opere artistiche culturali ottenute in giro per il mondo. Sarà proprio un suo allievo, Franz Boas, a fondare la scuola di etnologia negli Stati Uniti.
Nel 1870, abbandonò la Germania per iniziare un lungo viaggio in Africa e in America.
Lasciò tutte le sue collezioni, raccolte durante i suoi viaggi, al Museo etnografico di Berlino, del quale fu direttore dal 1886.
Morì nel 1905 e venne sepolto nel Cimitero Ovest di Stahnsdorf.

## Opere e pensiero
È ricordato per il contributo allo sviluppo dell'etnografia e dell'antropologia. I moderni psicologi devono a lui una grande riconoscenza, visto che la sua teoria dell'"Elementargedanke" (idee elementari), ha influenzato Carl Gustav Jung nella elaborazione della teoria degli archetipi e dell'inconscio collettivo.
Infatti è stato un precursore del concetto di unità psichica dei tipi umani, e dell'idea che gli individui condividano una base mentale operativa, indipendentemente dalla etnia, dalla razza e dalla estrazione sociale. A seconda della contingenza storica e ambientale, sostenne Bastian, si creano differenti elaborazioni locali dell'"idea elementare", che definì "mente collettiva".
Per questo motivo girò il mondo, studiando le leggi che governano lo sviluppo mentale, inserite in contesti e condizioni diversi. Secondo Bastian ogni gruppo sociale possiede un tipo di gruppo mentale, un'anima sociale, nella quale la mente dell'individuo è incorporata. Il singolo soggetto, secondo Bastian, è influenzato dal "background sociale", mentre le "idee elementari" sono la base dalla quale la "mente collettiva" si sviluppa.
Sostenne l'ipotesi che il mondo fosse stato diviso in tante differenti "province geografiche", e che ognuna di queste province sia indirizzata lungo lo stesso percorso di sviluppo evolutivo. Questo approccio fu largamente diffuso nel XIX secolo e venne ripreso dal "metodo comparativo" praticato dagli antropologi come Edward Tylor.
Era un sostenitore del metodo di osservazione rigorosamente scientifico, di impronta empirica, al punto da mostrare scarsa considerazione per l'approccio di indagine filosofica del mondo.